# Dromiciops
Dromiciops és un gènere de marsupials de la família dels microbiotèrids. Les espècies d'aquest grup viuen a Sud-amèrica.
Fins al 2016 es creia que era un gènere monotípic integrat per una única espècie (D. gliroides). Tanmateix, el 2008 es demostrà que allò que es creia que era un únic clade en realitat presentava una marcada estructura filogeogràfica formada per 3 grups al·lopàtrics ben diferenciats.
Sobre aquesta base, s'estudià la variació morfològica de Dromiciops i s'arribà a la conclusió que el seu patró geogràfic és congruent amb el patró filogeogràfic, per la qual cosa les proves morfològiques i moleculars demostraren l'existència de tres espècies, que són fàcilment distingibles per les particularitats dels seus trets dentals i cranials. Això fou donat a conèixer en una publicació del 2016 de Guillermo D'Elía, Natalí Hurtado i Alejandro D'Anatro, científics de la Universitat Austral de Xile, en la qual descrigueren dues espècies d'aquest gènere.